# Городское кладбище №2 (Харьков)
Городское кладбище № 2   — некрополь на территории Харькова , состоящий из двух частей, разделенных Журавлевским спуском. Традиционно служит для погребения наиболее заслуженных харьковчан. Южная часть, более старая, является самым древним среди существующих кладбищ Харькова.
Бытуют и встречаются в документах и литературе также названия: Харьковское городское кладбище № 2, 2-е городское кладбище (Харьков), Харьковское кладбище № 2, 2-е городское кладбище .

## История некропроля
Первые захоронения на территории некрополя совершала лютеранская община Харькова. На северо-восточной окраине города с начала XIX века селились лютеранские семьи; современная улица Григория Сковороды сначала называлась Немецкой. В 1830 году в этой местности была сооружена кирха (не сохранилась); примерно тогда же пастор Иоганн Розенштраух добился разрешения на открытие на отдаленной части Немецкой улицы лютеранского кладбища. В 1880-е годы у входа в кладбище была построена кирпичная часовня (теперь — помещение конторы).
В советское время лютеранский некрополь был превращен во 2-е городское кладбище. Его старая часть имеет площадь около 7 га. После кровопролитных боев за Харьков в ходе Второй мировой войны был на протяжении 1943—1948 годов сформирован военный мемориал из братских и отдельных могил воинов Красной армии (Воинский мемориальный участок городского кладбища № 2) площадью 900 кв. м. Его расположили севернее старой части 2-го кладбища, за спуском Веснина (теперь Журавлевским спуском). Здесь сложилась новая часть 2-го кладбища площадью около 10 га с цехом для производства надгробий. Некоторые захоронения были перенесены на 2-е кладбище в результате ликвидации расположенного на противоположной стороне Пушкинской улицы 1-го кладбища (теперь его место занимает Молодежный парк) и некоторых других некрополей.
С тех пор на городском кладбище № 2 (преимущественно на его северной части) осуществлялись захоронения Героев Советского Союза, Героев Социалистического Труда , руководителей области и города, руководителей крупных предприятий, старых большевиков, выдающихся деятелей науки, техники, культуры и искусства. Многие надгробия представляют собой выразительные произведения мемориальной пластики, выполненные профессиональными художниками.
В настоящее время кладбище закрыто для захоронений, участки под могилы предоставляются только в исключительных случаях. Держателем кладбища является коммунальное предприятие «Ритуал» Харьковского городского совета.

## Похороненные на кладбище
На территории старой и новой частей кладбища похоронены:
- Квитка-Основьяненко Григорий Федорович

Государственные, общественные и политические деятели:
- Алтунян Генрих Ованесович
- Власенко Георгий Ефимович
- Ивашко Владимир Антонович
- Кернес Геннадий Адольфович
- Кушнарев Евгений Петрович
- Масельский Александр Степанович
- Атамановский Валентин Дмитриевич

Военные деятели Советского Союза:
- Бажанов Юрий Павлович , маршал артиллерии:
- Бастеев Иван Васильевич , генерал-майор, Герой Советского Союза
- Заикин Митрофан Моисеевич , генерал-майор, Герой Советского Союза
- Коршунов Павел Иванович , генерал-майор, Герой Социалистического Труда
- Свитенко Николай Иванович , генерал-майор, Герой Советского Союза
- Снегуров Аркадий Иванович , генерал-майор
- Труфанов Николай Иванович , генерал-полковник
- Штанько Степан Федотович , генерал-лейтенант, Герой Советского Союза
- Щелаковский Алексей Варфоломеевич , генерал-лейтенант

Военные Украины
- Черных Владислава Валентиновна

Деятели науки и техники:
- Атрощенко Василий Иванович , академик АН УССР, Герой Социалистического Труда
- Барабашов Николай Павлович , академик АН УССР, Герой Социалистического Труда
- Бокариус Николай Сергеевич
- Боровик Евгений Станиславович , член-корреспондент АН УССР
- Буланкин Иван Николаевич , академик АН УССР
- Брауде Семен Яковлевич
- Вальтер Антон Карлович , академик АН УССР
- Валяшко Николай Авксентьевич
- Веркин Борис Иеремьевич , академик АН УССР
- Гиршман Леонард Леопольдович
- Гладенко Иван Никитович , академик  ВАСХНИЛ
- Гризодубов Степан Васильевич
- Зайцев Владимир Терентьевич , академик НАМН Украины
- Иванов Виктор Евгеньевич , академик АН УССР
- Измайлов Николай Аркадьевич , член-корреспондент АН УССР
- Канер Эммануил Айзикович , член-корреспондент АН УССР
- Карпухин Петр Прохорович , член-корреспондент АН УССР
- Коваль Иван Андреевич , Герой Социалистического Труда
- Коноплев Борис Михайлович
- Кулешов Николай Николаевич , академик АН УССР
- Лазарев Борис Георгиевич , академик НАН Украины
- Лычагин Николай Семенович , Герой Социалистического Труда
- Малая Любовь Трофимовна , академик НАН Украины, Герой Социалистического Труда, Герой Украины
- Маслов Василий Филиппович , член-корреспондент АН УССР
- Махонин Сергей Несторович , генерал-лейтенант-инженер
- Меркулов Иван Иосифович , член-корреспондент АМН СССР
- Морозов Александр Александрович , генерал-майор-инженер, дважды Герой Социалистического Труда
- Нагорный Александр Васильевич , член-корреспондент АН УССР
- Неман Иосиф Григорьевич
- Новаченко Николай Петрович , член-корреспондент АМН СССР
- Подгорный Анатолий Николаевич , академик НАН Украины
- Поляков Илья Михайлович , член-корреспондент АН УССР
- Проскура Георгий Федорович , академик АН УССР
- Саблев Павел Ефимович , Герой Социалистического Труда
- Свиридов Валентин Викторович
- Семко Михаил Федорович , Герой Социалистического Труда
- Сергеев Владимир Григорьевич , академик НАН Украины, дважды Герой Социалистического Труда
- Сериков Иван Александрович , Герой Социалистического Труда
- Синельников Кирилл Дмитриевич , академик АН УССР
- Ситенко Михаил Иванович , член-корреспондент АН УССР
- Слуцкин Абрам Александрович , академик АН УССР
- Соколовский Александр Никанорович , академик АН УССР
- Сташис Владимир Владимирович , Герой Украины
- Страхов Тимофей Данилович , член-корреспондент АН УССР
- Стрелецкий Петр Степанович , Герой Социалистического Труда
- Стрелков Илья Иванович , член-корреспондент АН УССР
- Тринклер Николай Петрович
- Уразовский Сергей Степанович , член-корреспондент АН УССР
- Утевский Арон Михайлович , член-корреспондент АН УССР
- Филиппов Анатолий Петрович , академик АН УССР
- Хоткевич Владимир Игнатьевич , член-корреспондент АН УССР
- Шестопалов Виктор Петрович , академик НАН Украины
- Якунин Алексей Иванович , Герой Социалистического Труда

Литераторы
- Багмут Иван Адрианович
- Гордиенко Константин Алексеевич
- Котляров Борис Иванович
- Муратов Игорь Леонтьевич
- Грустный Семен Макарович
- Чичибабин Борис Алексеевич
- Шелкопляс Юрий Юрьевич
- Юхвид Леонид Аронович

Актеры
- Антонович Даниил Сидорович , народный артист СССР
- Бондаренко Евгений Васильевич , народный артист СССР
- Бронзов Иван Лаврентьевич , народный артист УССР
- Варецкая Валентина Федоровна , заслуженная артистка УССР
- Волин Алексей Михайлович , народный артист УССР
- Воронович Александра Петровна , народная артистка СССР
- Дубовик Леонтий Федорович , народный артист УССР
- Зискинд Евгений Моисеевич
- Козаченко Григорий Яковлевич , народный артист УССР
- Кононенко Митрофан Тадейович , народный артист УССР
- Крамов Александр Григорьевич, народный артист СССР
- Криницкая Лидия Антоновна , народная артистка УССР
- Левицкая Анастасия Зиновьевна , народная артистка УССР
- Любич Иван Сергеевич , народный артист УССР
- Манойло Николай Федорович , народный артист СССР
- Марьяненко Иван Александрович , народный артист СССР
- Попеску Теодор Константинович , народный артист УССР
- Сердюк Александр Иванович , народный артист СССР
- Тамарова Нина Васильевна , народная артистка УССР
- Табаровский, Борис Моисеевич, народный артист УССР
- Терещенко Марк Степанович , заслуженный артист УССР
- Червонюк Евгений Иванович , народный артист СССР

Художники
- Ермилов Василий Дмитриевич
- Кокель Алексей Афанасьевич
- Линецкий Александр Васильевич
- Прохоров Семен Маркович
- Шульга Иван Николаевич

Композиторы, музыканты
- Гайдамака Петр Данилович , народный артист УССР
- Карминский Марк Вениаминович
- Лебединец Антон Дмитриевич
- Нахабин Владимир Николаевич

Герои Советского Союза (кроме упомянутых выше)
- Алфимов Дмитрий Борисович
- Андрейко Николай Матвеевич
- Ахсаров Энвер Бимболатович
- Барабанов Александр Кузьмич
- Батов Владимир Васильевич
- Батяев Василий Сергеевич
- Безверхий Алексей Игнатьевич
- Безуглый Владимир Андреевич
- Беликов Олег Степанович
- Берестовский Борис Иванович
- Бублий Павел Семенович
- Булаенко Иван Савелиевич
- Бурак Александр Кондратьевич
- Василевский Петр Лукьянович
- Воронько Александр Григорьевич
- Гапон Григорий Евдокимович
- Готлиб Эммануил Давидович
- Данилов Алексей Степанович
- Деменков Сергей Васильевич
- Денчик Николай Федорович
- Диденко Даниил Григорьевич
- Добродецкий Анатолий Васильевич
- Зайцев Василий Иванович
- Зарубин Иван Петрович
- Зыбин Иван Федорович
- Исаев Василий Васильевич
- Каннский Всеволод Елисеевич
- Кирманович Владимир Николаевич
- Ксынкин Алексей Николаевич
- Куриный Константин Николаевич
- Кутынцев Николай Михайлович
- Лаврик Иван Иванович
- Литвинов Василий Михайлович
- Майстренко Владимир Никитович
- Манкевич Виктор Михайлович
- Манукян Акоп Балабекович
- Мац Григорий Зельманович
- Мильнер Рафиил Исаевич
- Назаров Александр Максимович
- Найденов Николай Алексеевич
- Нефедов Анатолий Иванович
- Николенко Павел Федорович
- Огнев Павел Егорович
- Остащенко Сергей Михайлович
- Павловский Анатолий Михайлович
- Павловский Рафаил Семенович
- Панкратов Сергей Степанович
- Панченко Иван Никифорович
- Поддубный Алексей Павлович
- Плющ Александр Васильевич
- Полянский Степан Иванович
- Свирчевский Владимир Степанович
- Свечкарев Александр Иванович
- Сдобнов Николай Андреевич
- Семеняко Павел Иванович
- Сипало Иван Миронович
- Ситников Василий Егорович
- Сычев Александр Иванович
- Смельский Михаил Иванович
- Соболев Николай Алексеевич
- Танкопий Иван Алексеевич
- Тихонов Михаил Иванович
- Тюнин Федор Михайлович
- Улановский Николай Сергеевич
- Ушаков Дмитрий Андреевич
- Фещенко Петр Васильевич
- Флейшман Алексей Дементьевич
- Хазарьян Семен Аркадьевич
- Цупренков Степан Григорьевич
- Чепур Никита Дмитриевич
- Чинков Анатолий Федорович
- Шелест Денис Андреевич
- Шестернин Борис Ильич
- Щербак Александр Васильевич
- Яровой Федор Карпович

Герои Социалистического Труда (кроме упомянутых выше)
- Бондаренко Михаил Леонтьевич
- Даниленко Константин Иванович
- Двухименный Дмитрий Павлович
- Дрокин Василий Дмитриевич
- Кутепов Николай Петрович
- Палеха Александр Павлович
- Фельберт Федор Васильевич

Герои Украины (кроме упомянутых выше)
- Бугаец Анатолий Александрович

## Объекты культурного наследия
Значительное количество захоронений городского кладбища №2 находится под охраной государства как памятника истории. В частности, надгробие Григория Квитки-Основьяненко является памятником национального значения; на кладбище насчитывается 188 индивидуальных и 7 комплексных или братских захоронений в статусе памятников местного значения (по состоянию на июль 2017 г.), определен ряд только что обнаруженных памятников. Здание бывшей лютеранской часовни считается памятником архитектуры местного значения.